# Water-polo aux Jeux européens de 2015
Navigation
Édition suivante
Le water-polo aux Jeux européens de 2015 a lieu au Baku Aquatics Centre, à Bakou, en Azerbaïdjan, du 12 au 21 juin 2015. 2 épreuves sont au programme.
Cette compétition organisée par les Comités olympiques européens est considéré par la Ligue Européenne de Natation (LEN) comme les championnats d'Europe juniors. Les équipes de water-polo présentes à Bakou sont donc des sélections nationales U17 (moins de 17 ans). 

## Qualifications

### Masculin
| Compétition                                     | Date                   | Lieu      | Nombre de places | Qualifiés                                               |
| ----------------------------------------------- | ---------------------- | --------- | ---------------- | ------------------------------------------------------- |
| Pays organisateur                               | –                      | –         | 1                | Azerbaïdjan                                             |
| Championnat d'Europe de water-polo junior 2013  | 8 au 15 septembre 2013 | Gżira     | 7                | Monténégro Serbie Italie Hongrie Croatie Russie Espagne |
| Qualification aux Jeux Européens 2015 Tournoi A | 12 au 15 mars 2015     | Nijverdal | 2                | Grèce Ukraine                                           |
| Qualification aux Jeux Européens 2015 Tournoi B | 12 au 15 mars 2015     | Graz      | 2                | Slovaquie Turquie                                       |
| Qualification aux Jeux Européens 2015 Tournoi C | 12 au 15 mars 2015     | Szczecin  | 2                | France Roumanie                                         |
| Qualification aux Jeux Européens 2015 Tournoi D | 12 au 15 mars 2015     | Gżira     | 2                | Allemagne Malte                                         |
| Total                                           |                        |           | 16               |                                                         |

### Féminin
| Compétition                                     | Date                  | Lieu       | Nombre de places | Qualifiés                                    |
| ----------------------------------------------- | --------------------- | ---------- | ---------------- | -------------------------------------------- |
| Pays organisateur                               | –                     | –          | 1                | Azerbaïdjan                                  |
| Championnat d'Europe de water-polo junior 2013  | 1 au 8 septembre 2013 | Istanbul   | 6                | Grèce Espagne Pays-Bas Italie Hongrie Russie |
| Qualification aux Jeux Européens 2015 Tournoi A | 12 au 15 mars 2015    | Nice       | 2                | France Grande-Bretagne                       |
| Qualification aux Jeux Européens 2015 Tournoi B | 12 au 14 mars 2015    | Bratislava | 2                | Slovaquie Israël                             |
| Qualification aux Jeux Européens 2015 Tournoi C | 12 au 14 mars 2015    | Belgrade   | 2                | Allemagne Serbie                             |
| Total                                           |                       |            | 12               |                                              |

## Tableau des médailles
| Épreuves         | Or     | Argent  | Bronze |
| ---------------- | ------ | ------- | ------ |
| Tournoi masculin | Serbie | Espagne | Grèce  |
| Tournoi féminin  | Russie | Espagne | Grèce  |